# Grande Prémio de Portugal de 1959
Resultados do Grande Prémio de Portugal de Fórmula 1 realizado em Monsanto a 23 de agosto de 1959. Sétima e antepenúltima etapa da temporada, foi vencida pelo britânico Stirling Moss.

## Classificação da prova
| Pos. | Nº | Piloto                 | Construtor      | Voltas | Tempo/Diferença | Grid | Pontos |
| ---- | -- | ---------------------- | --------------- | ------ | --------------- | ---- | ------ |
| 1    | 4  | Stirling Moss          | Cooper-Climax   | 62     | 2:11:55.41      | 1    | 9      |
| 2    | 2  | Masten Gregory         | Cooper-Climax   | 61     | + 1 volta       | 3    | 6      |
| 3    | 16 | Dan Gurney             | Ferrari         | 61     | + 1 volta       | 6    | 4      |
| 4    | 5  | Maurice Trintignant    | Cooper-Climax   | 60     | + 2 voltas      | 4    | 3      |
| 5    | 6  | Harry Schell           | BRM             | 59     | + 3 voltas      | 9    | 2      |
| 6    | 10 | Roy Salvadori          | Aston Martin    | 59     | + 3 voltas      | 12   |        |
| 7    | 8  | Ron Flockhart          | BRM             | 59     | + 3 voltas      | 11   |        |
| 8    | 9  | Carroll Shelby         | Aston Martin    | 58     | + 4 voltas      | 13   |        |
| 9    | 14 | Tony Brooks            | Ferrari         | 57     | + 5 voltas      | 10   |        |
| 10   | 18 | Mário de Araújo Cabral | Cooper-Maserati | 56     | + 6 voltas      | 14   |        |
| Ret  | 3  | Bruce McLaren          | Cooper-Climax   | 38     | Transmissão     | 8    |        |
| Ret  | 1  | Jack Brabham           | Cooper-Climax   | 23     | Colisão         | 2    |        |
| Ret  | 7  | Jo Bonnier             | BRM             | 10     | Motor           | 5    |        |
| Ret  | 15 | Phil Hill              | Ferrari         | 5      | Acidente        | 7    |        |
| Ret  | 11 | Graham Hill            | Lotus-Climax    | 5      | Acidente        | 15   |        |
| Ret  | 12 | Innes Ireland          | Lotus-Climax    | 3      |                 | 16   |        |

## Tabela do campeonato após a corrida
|   | Pos. | Piloto              | Pontos |
| - | ---- | ------------------- | ------ |
|   | 1    | Jack Brabham        | 27     |
|   | 2    | Tony Brooks         | 23     |
| 3 | 3    | Stirling Moss       | 17,5   |
| 1 | 4    | Phil Hill           | 13     |
|   | 5    | Maurice Trintignant | 12     |

|  | Pos. | Construtor    | Pontos  |
|  | ---- | ------------- | ------- |
|  | 1    | Cooper-Climax | 34 (37) |
|  | 2    | Ferrari       | 28      |
|  | 3    | BRM           | 18      |
|  | 4    | Lotus-Climax  | 3       |

- Nota: Estão somente listadas as primeiras cinco posições. Apenas os cinco melhores resultados, dentre pilotos ou equipas, eram calculados com vista ao título. Neste ponto esclarecemos: na tabela dos construtores figurava apenas o melhor resultado dentre os carros de uma mesma equipa.